# Johannes González
Johannes González (* um 1430 in Sahagún, Spanien; † 11. Juni 1479 in Salamanca) ist ein Heiliger der römisch-katholischen Kirche.

## Leben
Johannes González trat in Erfüllung eines Gelübdes im Jahre 1463 in den Orden der Augustinereremiten ein und erhielt dort eine theologische Ausbildung. Er leitete viele Jahre lang als Prior die Geschicke seines Klosters in Salamanca. Der Überlieferung nach soll er immer wieder mit mystischen Erlebnissen begnadet worden sein und Tote auferweckt haben. Er wurde im Jahre 1690 von Papst Alexander VIII. heiliggesprochen.

## Darstellung
Johannes González wird im schwarzen Habit der Augustinereremiten dargestellt, meistens mit einem Kelch, über dem eine Hostie schwebt. Darstellungen seines Lebens und seiner Wunder zeigen zahlreiche Fresken in der Klosterkirche S. Spirito in Florenz.